# Touba Sanokho
Touba Sanokho est un village du Sénégal qui fait partie de la Communauté rurale de Ndiaffate, dans la Région de Kaolack. Il a été fondé en 1976 par un guide religieux El Hadji Mouhammad Janna Sanokho.  On y dénombre plus de 1000 habitants et 200 ménages.
La biographie de fondateur de Touba Sanokho El Hadji Mouhammad Janna Sanokho
El Hadji Mouhammad SANOKHO dit «JANNA», un surnom que sa mère lui avait donné Ce surnom reflète le nom du village où «JANNA» a vu le jour vers 1903 dans la région de Casamance Son père Cheikhou Sanokho est le fils de Madiba Sanokho fils de Simoto Kémo Sanokho qui fut le fondateur de Touba Wouly (origine de Diana) situé en Gambie dans la région de Bassé. El Hadji Mouhammad SANOKHO était un chef religieux, un pieux serviteur de Dieu, un missionnaire, ce qu'il a hérité de ses ancêtres. Durant sa mission il a été choisi parmi ses frères pour être Imam à Guirigara pendant sept (07) ans dans la région de Tambacounda (sous le régime de Mansa Kaly Waly). Par la suite il est venu à Kaolack pour deux (02) ans dans le quartier de Santhieba. il a vécu douze (15) ans à Maka Kahone avant qu'il ne lui soit venu en rêve de quitter sa demeure pour fonder son propre village trois ans plus tard il a concrétisé ce rêve. C'est ainsi que le village de Touba Sanokho a été fondé en 1976 par El Hadji Mouhammad JANNA Sanokho.
Le Digne Serviteur d'Allah nous a quitté le 23 Juin 2020 (que son âme repose en paix). Il est remplacé par son fils El Hadji Banfa Sanokho le nouveau khalif Général Khadrya de Touba Sanokho (que Dieu lui facilite les tâches à accomplir).